# Galium sphagnophilum
Galium sphagnophilum är en måreväxtart som först beskrevs av Jesse More Greenman, och fick sitt nu gällande namn av Lauramay Tinsley Dempster. Galium sphagnophilum ingår i släktet måror, och familjen måreväxter. Inga underarter finns listade i Catalogue of Life.